# Pixel Car Racer
Pixel Car Racer es un videojuego de carreras desarrollado y publicado por Studio Furukawa para Android, iOS y macOS. Fue lanzado el 22 de julio de 2016 para Android y el 23 de julio de 2016 para iOS y macOS.

## Jugabilidad
Pixel Car Racer es un juego de coches con una estética al estilo pixel art. En este título se dispone de un garaje en el que se puede almacenar vehículos para personalizarlos y ponerlos a prueba en carreras.
En Pixel Car Racer hay desde coches nuevos hasta clásicos con muchas piezas y pinturas distintas.
En Pixel Car Racer se corren carreras uno contra uno donde se pisa al acelerador para llegar a la meta antes que el rival. Los controles se basan en pulsar diferentes botones y pedales que aparecen en la pantalla. Además, durante las carreras hay un cuentakilómetros para estar al tanto de la velocidad a la que se está circulando.